# Cemitério de Montrouge
O cemitério de Montrouge (em francês:  cimetière de Montrouge) é um cemitério pertencente à vila de Montrouge, mas geograficamente no sul do 14º arrondissement de Paris, ao longo do rodoanel.
A sepultura mais visitada é a de Coluche, e existem muitas sepulturas de interesse histórico, e também uma cripta.

## Algumas personalidades sepultadas no cemitério

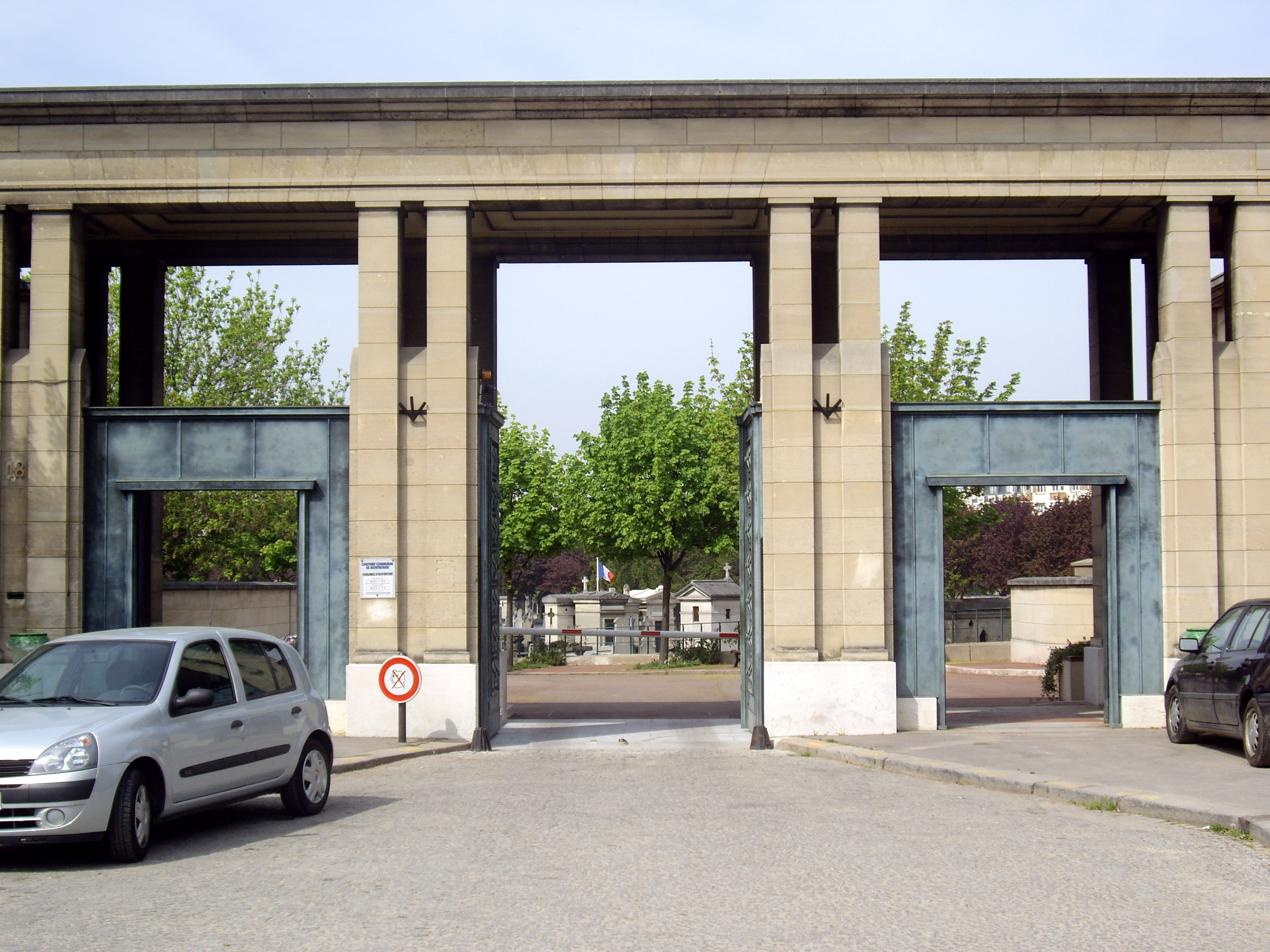
Entrada para o cemitério em 18 avenue de la Porte-de-Montrouge

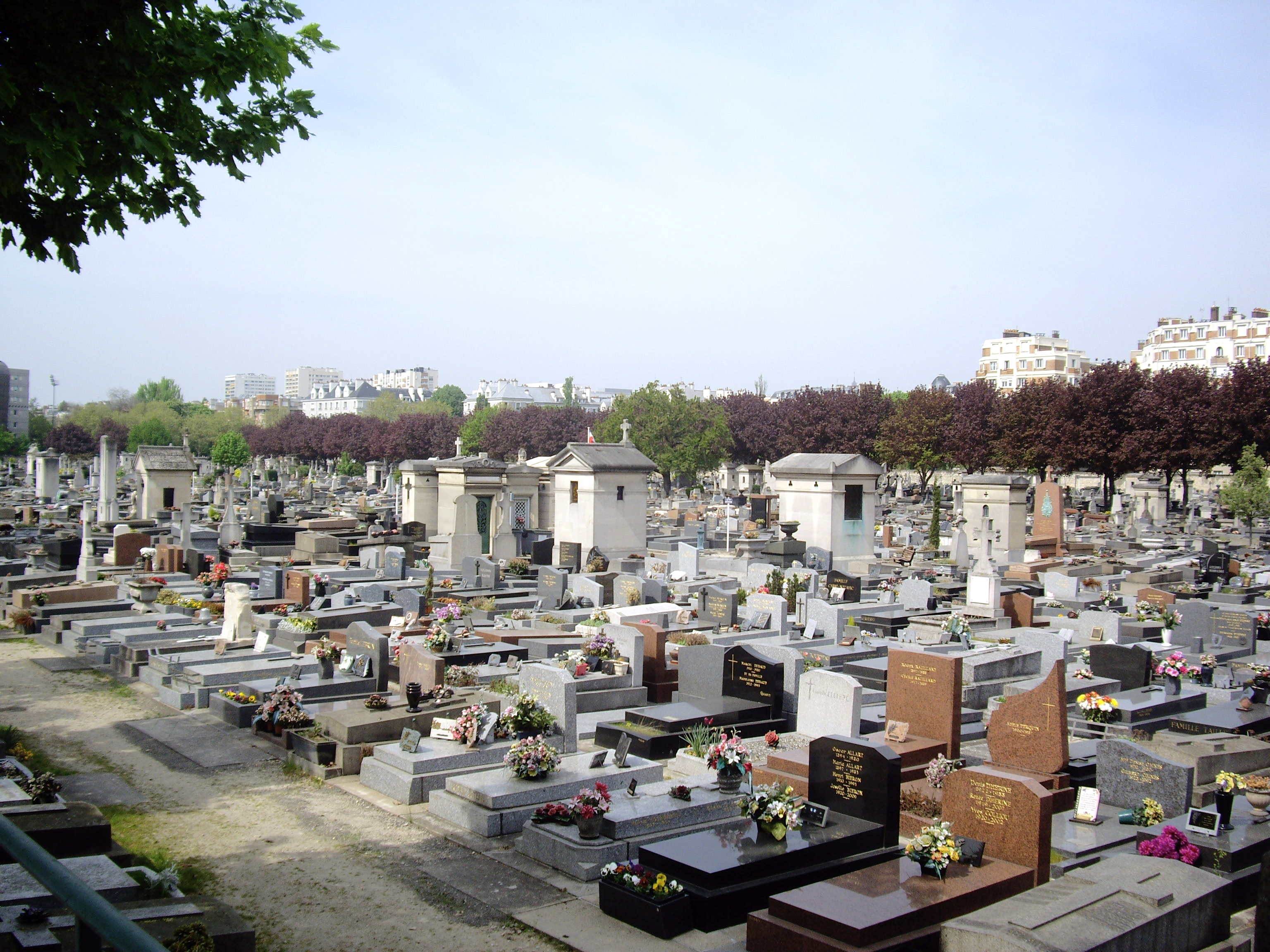
Vista da parte norte do cemitério

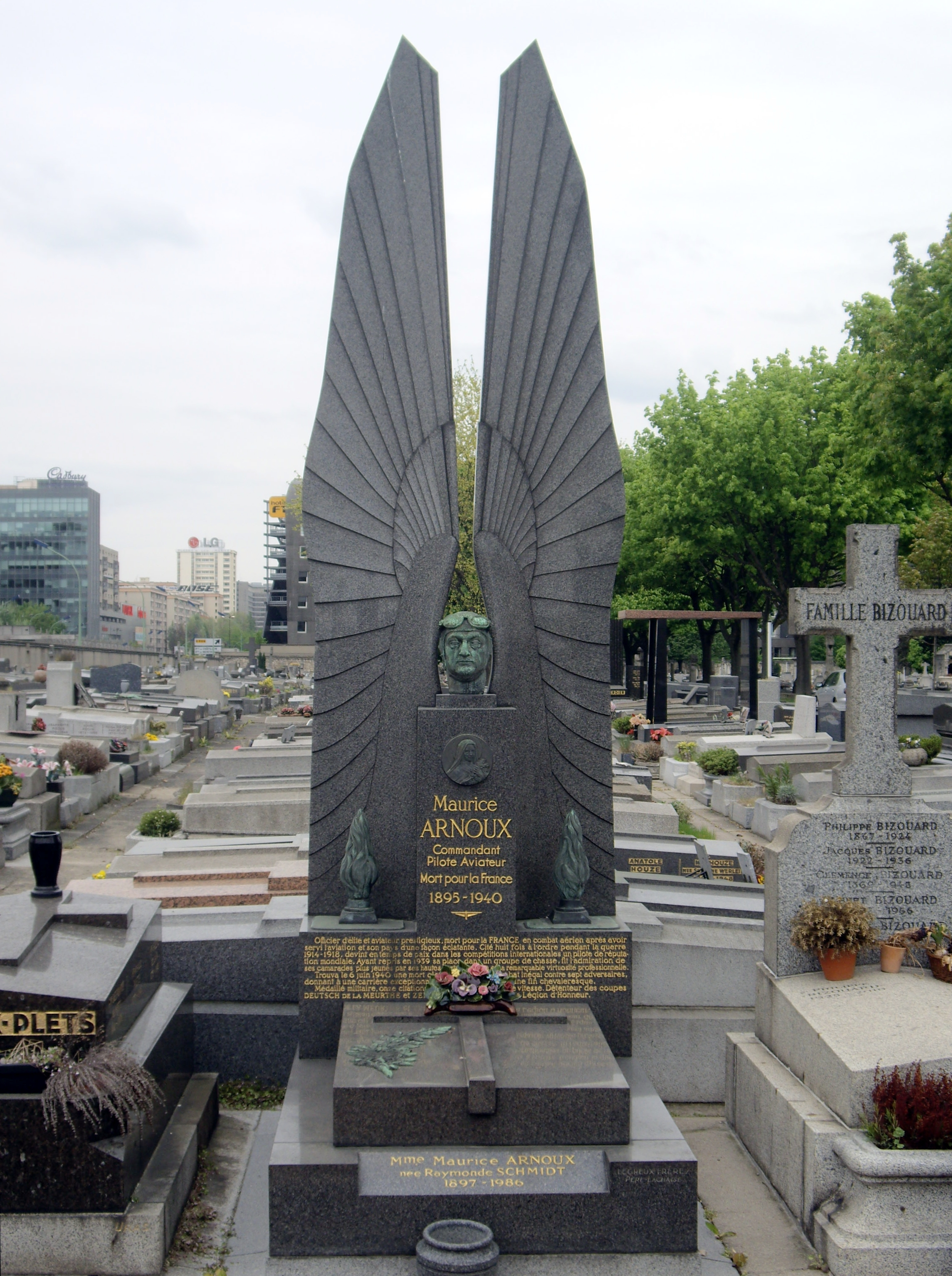
Vista da parte sul dominada pelo túmulo deMaurice Arnoux

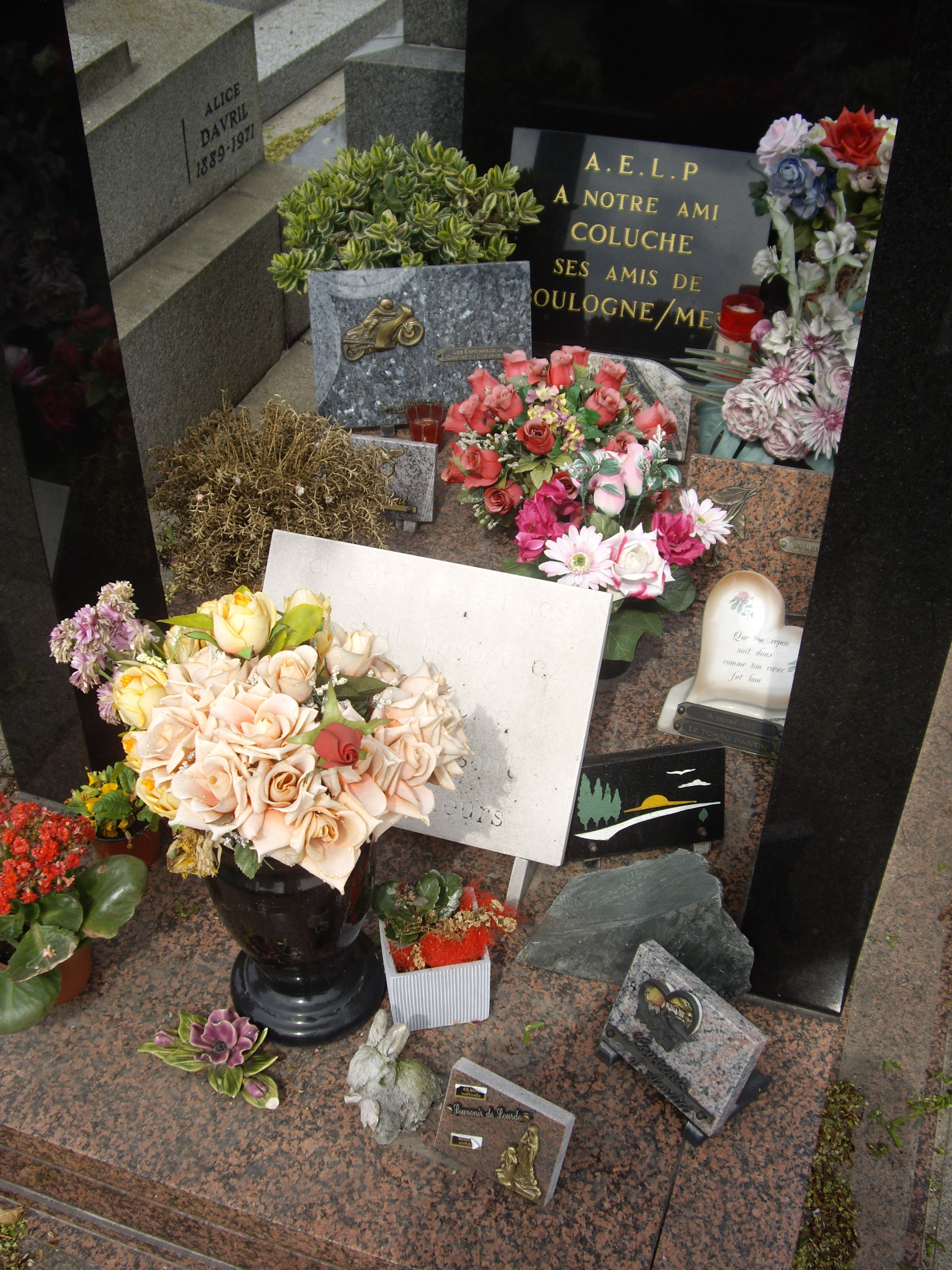
O túmulo de Coluche, sempre florido

| Tumba | Nome                                  | Datas               |
| ----- | ------------------------------------- | ------------------- |
|       | Maurice Arnoux                        | 1895-1940           |
|       | Odile Astié                           | 1941-1980           |
|       | Michel Audiard                        | 1949-1975           |
|       | Émile Bégin                           | 1802-1888           |
|       | Étienne Béothy (István Beöthy)        | 1897-1961           |
|       | Georges Biscot                        | 1886-1945           |
|       | Carlo Bourlet                         | 1866-1913           |
|       | Eugénie Buffet                        | 1866-1934           |
|       | Cécile Cerf Marcel Cerf               | 1916-1973 1911-2010 |
|       | Pierre Clerget                        | 1875-1943           |
|       | Coluche                               | 1944-1986           |
|       | René Crevel                           | 1900-1935           |
|       | Gabriel Cromer                        | 1873-1934           |
|       | Georges Cusin                         | 1902-1964           |
|       | Jules Déchin                          | 1869-1947           |
|       | Emmanuel Dolivet                      | 1854-1910           |
|       | Maurice Escande                       | 1892-1973           |
|       | Félix Fourdrain                       | 1880-1923           |
|       | Pierre-Gilles de Gennes               | 1932-2007           |
|       | Gustave Geffroy                       | 1855-1926           |
|       | Henri Ginoux                          | 1909-1994           |
|       | Albin de Kazimirski Biberstein        | 1808-1887           |
|       | Grégory Ken                           | 1947-1996           |
|       | Alphonse Kirchhoffer                  | 1873-1913           |
|       | Georges Kirsch                        | 1892-1969           |
|       | Ernest La Jeunesse                    | 1874-1917           |
|       | Lina Margy                            | 1914-1973           |
|       | Jacques Paul Migne (dit l'abbé Migne) | 1800-1875           |
|       | Germaine Montero                      | 1909-2000           |
|       | Henri Mouillefarine                   | 1910-1994           |
|       | Louis Noël                            | 1839-1925           |
|       | Charles Pélissier                     | 1903-1959           |
|       | Henri Queffélec                       | 1910-1992           |
|       | Lucien Rosengart                      | 1881-1976           |
|       | Albert Simonin                        | 1905-1980           |
|       | Nicolas de Staël                      | 1914-1955           |
|       | André Tollet                          | 1913-2001           |